# Karen Asrian
Karen Asrian (em armênio/arménio:  Կարեն Ասրյան; 4 de abril de 1980  — 9 de junho de 2008) foi um jogador de xadrez da Armênia com participação nas Olimpíadas de xadrez de 1996 a 2006. Karen conquistou a medalha de ouro por performance individual no tabuleiro reserva em 1996. Por equipes, conquistou as medalhas de bronze em 2002 e a de ouro em 2006, ambas no terceiro tabuleiro. Aparentemente, faleceu de um ataque cardíaco enquanto dirigia seu carro.